# Бордхун

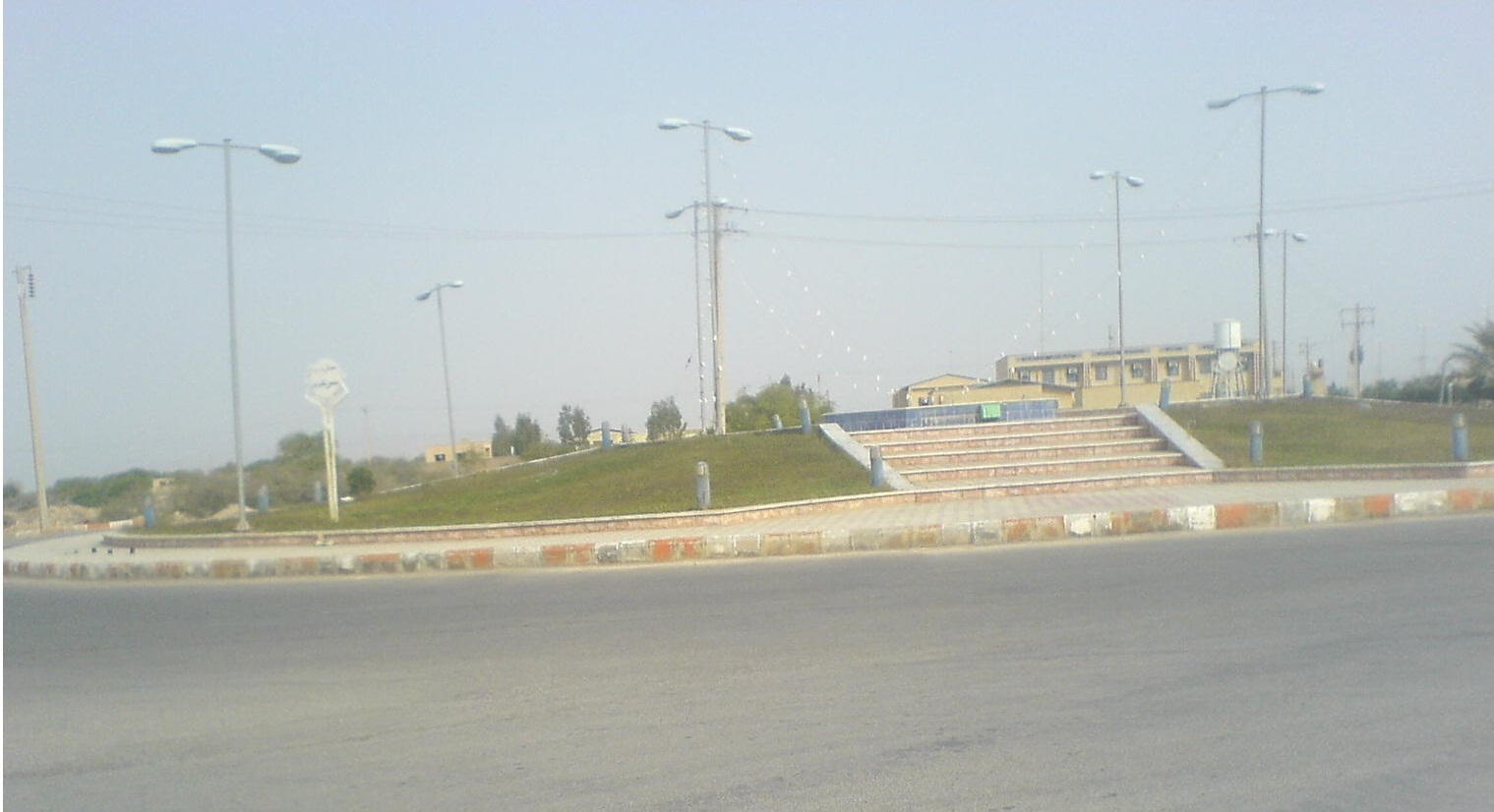
Городская площадь

Бордху́н (Бордхуне-Ноу, перс. بردخون‎) — небольшой город на юге Ирана, в провинции Бушир. Входит в состав шахрестана  Дейер.

## География
Город находится в южной части Бушира, на равнине Гермсир, между побережьем Персидского залива и хребтами юго-западного Загроса, на высоте 16 метров над уровнем моря.
Бордхун расположен на расстоянии приблизительно 115 километров к юго-востоку от Бушира, административного центра провинции и на расстоянии 840 километров к югу от Тегерана, столицы страны.

## Население
На 2006 год население составляло 4 300 человек; в национальном составе преобладают персы, в конфессиональном — мусульмане-шииты.